# Telosynopia variabilis
Telosynopia variabilis is een vlokreeftensoort uit de familie van de Synopiidae. De wetenschappelijke naam van de soort is voor het eerst geldig gepubliceerd in 1923 door Spandl.